# 법환항
법환항은 제주특별자치도 서귀포시 법환동에 위치한 어항이다. 2001년 4월 11일 지방어항으로 지정되었다. 관리청은 제주특별자치도, 시설관리자는 서귀포시장이다.

## 어항 연혁
최영 장군의 목호 토벌과 관련된 지명들이 많이 남아있는데 그 대표적인 것으로 최영장군이 숙영하였다는데서 유래된 '막숙(幕宿)', 성을 쌓았던 '軍城(군자왓)', 활쏘기를 연마했다던 '射場앞', 병기를 만들었던 '병듸왓', 범섬을 공격하기 위해 나무로 배를 엮어 범섬까지 연이었던 '배염줄이', 군사를 조련시켰던 '오다리' 등 마을 전체가 온통 군사기지로 승전(勝戰)을 도왔던 지명들이 오늘날까지 전해지고 있다.

## 어항 구역
- 수역: 남방파제 210m지점(N: 33°13′51.54″, E:126°30′12.37″)에서 E방향으로 530m, N방향으로 475m이동하여 육지부와 접속한(N: 33°14′6.99″, E:126°31′12.37″)지점의 선내의 구역
- 어항구역면적 : 159,000m2, 항내수면적: 35,000m2

## 어항 시설
- 방파제 195m
- 물양장 90m
- 선착장 33m